# Vága kommuna
 Ikke at forveksle med Vágs kommuna.
Vága kommuna er en kommune på Færøerne. Den ligger på den østlige del af øen Vágar, som også har givet den navn. Vága kommuna blev oprettet 1. januar 2009, efter at Miðvágs og Sandavágs kommuna blev slået sammen. Den nye kommune havde da 1950 indbyggere. Vága kommuna indbefatter bygderne Miðvágur, Sandavágur og Vatnsoyrar.

## Politik
Sidste kommunevalg blev gennemført 13. november 2012, og valgte kommunestyre med virkning fra 1. januar 2013. Rosa Samuelsen fra Sambandspartiet blev ny borgmester.
| Liste | Parti             | Stemmer | Procent | Mandater | Mandater |
| ----- | ----------------- | ------- | ------- | -------- | -------- |
| B     | Sambandsflokkurin | 419     | 36,12   | 4        | +1       |
| C     | Javnaðarflokkurin | 413     | 35,60   | 4        | +1       |
| A     | Fólkaflokkurin    | 328     | 28,28   | 3        | -3       |
|       | I akt             | 1 161   | 100     | 11       | -1       |

| Liste A        | Liste A                 | Liste A        | Liste B           | Liste B                 | Liste B           | Liste C           | Liste C                  | Liste C           |
| Fólkaflokkurin | Fólkaflokkurin          | Fólkaflokkurin | Sambandsflokkurin | Sambandsflokkurin       | Sambandsflokkurin | Javnaðarflokkurin | Javnaðarflokkurin        | Javnaðarflokkurin |
| Nr             | Kandidat                | Stemmer        | Nr                | Kandidat                | Stemmer           | Nr                | Kandidat                 | Stemmer           |
| -------------- | ----------------------- | -------------- | ----------------- | ----------------------- | ----------------- | ----------------- | ------------------------ | ----------------- |
| 1.             | Marius Dam              | 44             | 1.                | Tórfríð Weihe Hansen    | 21                | 1.                | Tróndur Ravnsfjall       | 30                |
| 2.             | Linda Joensen           | 32             | 2.                | Rósa Samuelsen          | 63                | 2.                | S. Jóhannis Joensen      | 35                |
| 3.             | Jórun S. Haraldsen      | 40             | 3.                | Randi Niclasen          | 7                 | 3.                | Marin S. Bláberg         | 45                |
| 4.             | Jónhard Selfoss         | 36             | 4.                | Poul Arni Jacobsen      | 14                | 4.                | Malan F. Helgadóttir     | 14                |
| 5.             | Jóhannes S. Ellefsen    | 54             | 5.                | Petur Elias Nielsen     | 21                | 5.                | Jógvan Olsen             | 24                |
| 6.             | Jógvan Magnus Andreasen | 12             | 6.                | Napolion J.F. Magnussen | 19                | 6.                | Heðin Joensen            | 17                |
| 7.             | Jack Johansen           | 10             | 7.                | Jógvan Sjúrður Hansen   | 46                | 7.                | Gunnar K. Nattestad      | 31                |
| 8.             | Gerhard Hølck Hansen    | 18             | 8.                | Jonita H. Davidsen      | 12                | 8.                | Emmy H. Sandberg Joensen | 24                |
| 9.             | Eiler Joensen           | 8              | 9.                | Jonhard Joensen         | 42                | 9.                | Dánjal T. Thomsen        | 66                |
| 10.            | Dánial Johansen         | 46             | 10.               | Johannes F. Klein       | 37                | 10.               | Dánial Pauli Poulsen     | 26                |
| 11.            | Birita Bláhamar         | 27             | 11.               | Jan Johannesen          | 28                | 11.               | Albert Ólavur Ellefsen   | 101               |
|                |                         |                | 12.               | Helena B. Johannesen    | 7                 |                   |                          |                   |
|                |                         |                | 13.               | Eina Gudmundsen         | 34                |                   |                          |                   |
|                |                         |                | 14.               | Egil S. H. Petersen     | 51                |                   |                          |                   |
|                |                         |                | 15.               | Annbritt Tofegaard      | 16                |                   |                          |                   |
|                | Liste                   | 1              |                   | Liste                   | 1                 |                   | Liste                    | 0                 |

## Tidligere kommune
Der har tidligere været en anden kommunen, der også bar navnet Vága kommuna. Den blev udskilt fra Vága præstegælds kommune i 1911, og opddeltes i Miðvágs, Sandavágs, Sørvágs og Bíggjar kommuna i 1915.